# Flugvikt i fristil i brottning vid olympiska sommarspelen 2000
Herrarnas brottningsturnering i fristil i viktklassen flugvikt vid olympiska sommarspelen 2008 avgjordes den 28-30 september i Sydney i Sydney Convention and Exhibition Centre. 

## Medaljörer
| Klass    | Guld                            | Silver              | Brons                      |
| Flugvikt | Namiq Abdullayev · Azerbajdzjan | Sammie Henson · USA | Amiran Kardanof · Grekland |

## Resultat

### Förkortningar
- EF — Vinst genom förverkande, förloraren ej plancerad
- E2 — Båda brottarna diskvalificerade för brott mot reglerna
- EV — Diskvalifikation från samtliga tävlingar för brott mot reglerna
- EX — 3 varningar eller brott mot reglerna
- PA — Skada/uteblivande
- PO — Vinst efter poäng, förloraren utan teknik-poäng
- PP — Vinst efter poäng, förloraren med teknik-poäng
- SP — Teknisk överlägsenhet, 10 poängs skillnad, förloraren hade poäng
- ST — Teknisk överlägsenhet, 10 poängs skillnad, förloraren utan poäng
- TO — Vinst efter fall
- KP — Klassificeringspoäng
- TP — Tekniska poäng

### Utslagningsronder

#### Grupp 1
| Tävlande              | Spelade | Vunna | Förlorade | KP | TP |
| --------------------- | ------- | ----- | --------- | -- | -- |
| Sammie Henson (USA)   | 2       | 2     | 0         | 7  | 19 |
| Chikara Tanabe (JPN)  | 2       | 1     | 1         | 4  | 9  |
| Moon Myung-Seok (KOR) | 2       | 0     | 2         | 1  | 2  |

|                       | Poäng |                       | KP     |
| --------------------- | ----- | --------------------- | ------ |
| Moon Myung-Seok (KOR) | 2–8   | Chikara Tanabe (JPN)  | 1–3 PP |
| Sammie Henson (USA)   | 10–0  | Moon Myung-Seok (KOR) | 4–0 ST |
| Chikara Tanabe (JPN)  | 1–9   | Sammie Henson (USA)   | 1–3 PP |

#### Grupp 2
| Tävlande                 | Spelade | Vunna | Förlorade | KP | TP |
| ------------------------ | ------- | ----- | --------- | -- | -- |
| Oleksandr Zakharuk (UKR) | 2       | 2     | 0         | 7  | 13 |
| Leonid Chuchunov (RUS)   | 2       | 1     | 1         | 4  | 4  |
| Ivan Tsonov (BUL)        | 2       | 0     | 2         | 0  | 0  |

|                          | Poäng |                          | KP     |
| ------------------------ | ----- | ------------------------ | ------ |
| Leonid Chuchunov (RUS)   | 0–3   | Oleksandr Zakharuk (UKR) | 0–3 PO |
| Ivan Tsonov (BUL)        | 0–4   | Leonid Chuchunov (RUS)   | 0–4 TO |
| Oleksandr Zakharuk (UKR) | 10–0  | Ivan Tsonov (BUL)        | 4–0 ST |

#### Grupp 3
| Tävlande             | Spelade | Vunna | Förlorade | KP | TP |
| -------------------- | ------- | ----- | --------- | -- | -- |
| Maulen Mamyrov (KAZ) | 2       | 2     | 0         | 6  | 18 |
| Adkham Achilov (UZB) | 2       | 1     | 1         | 4  | 14 |
| Vasilij Zeiher (GER) | 2       | 0     | 2         | 2  | 3  |

|                      | Poäng |                      | KP     |
| -------------------- | ----- | -------------------- | ------ |
| Adkham Achilov (UZB) | 9–2   | Vasilij Zeiher (GER) | 3–1 PP |
| Maulen Mamyrov (KAZ) | 10–5  | Adkham Achilov (UZB) | 3–1 PP |
| Vasilij Zeiher (GER) | 1–8   | Maulen Mamyrov (KAZ) | 1–3 PP |

#### Grupp 4
| Tävlande              | Spelade | Vunna | Förlorade | KP | TP |
| --------------------- | ------- | ----- | --------- | -- | -- |
| Herman Kantoyeu (BLR) | 2       | 1     | 1         | 5  | 9  |
| Nurdin Donbaev (KGZ)  | 2       | 1     | 1         | 4  | 6  |
| Wilfredo García (CUB) | 2       | 1     | 1         | 3  | 5  |

|                       | Poäng |                       | KP     |
| --------------------- | ----- | --------------------- | ------ |
| Wilfredo García (CUB) | 4–1   | Nurdin Donbaev (KGZ)  | 3–1 PP |
| Herman Kantoyeu (BLR) | 7–1   | Wilfredo García (CUB) | 4–0 TO |
| Nurdin Donbaev (KGZ)  | 5–2   | Herman Kantoyeu (BLR) | 3–1 PP |

#### Grupp 5
| Tävlande               | Spelade | Vunna | Förlorade | KP | TP |
| ---------------------- | ------- | ----- | --------- | -- | -- |
| Namiq Abdullayev (AZE) | 2       | 2     | 0         | 7  | 16 |
| Jin Ju-Dong (PRK)      | 2       | 1     | 1         | 4  | 10 |
| Martin Liddle (NZL)    | 2       | 0     | 2         | 0  | 0  |

|                        | Poäng |                        | KP     |
| ---------------------- | ----- | ---------------------- | ------ |
| Namiq Abdullayev (AZE) | 6–0   | Jin Ju-Dong (PRK)      | 3–0 PO |
| Martin Liddle (NZL)    | 0–10  | Namiq Abdullayev (AZE) | 0–4 ST |
| Jin Ju-Dong (PRK)      | 10–0  | Martin Liddle (NZL)    | 4–0 ST |

#### Grupp 6
| Tävlande                         | Spelade | Vunna | Förlorade | KP | TP |
| -------------------------------- | ------- | ----- | --------- | -- | -- |
| Amiran Kardanof (GRE)            | 3       | 3     | 0         | 10 | 21 |
| Vitalie Railean (MDA)            | 3       | 2     | 1         | 8  | 15 |
| Behnam Tayyebi (IRI)             | 3       | 1     | 2         | 4  | 4  |
| Tümendembereliin Züünbayan (MGL) | 3       | 0     | 3         | 1  | 6  |

|                                  | Poäng |                       | KP     |
| -------------------------------- | ----- | --------------------- | ------ |
| Tümendembereliin Züünbayan (MGL) | 2–3   | Behnam Tayyebi (IRI)  | 1–3 PP |
| Vitalie Railean (MDA)            | 1–4   | Amiran Kardanof (GRE) | 1–3 PP |
| Tümendembereliin Züünbayan (MGL) | 4–12  | Vitalie Railean (MDA) | 0–4 TO |
| Behnam Tayyebi (IRI)             | 0–7   | Amiran Kardanof (GRE) | 0–3 PO |
| Tümendembereliin Züünbayan (MGL) | 0–10  | Amiran Kardanof (GRE) | 0–4 ST |
| Behnam Tayyebi (IRI)             | 1–2   | Vitalie Railean (MDA) | 1–3 PP |

### Utslagningsträd
|  | Kvartsfinaler            | Kvartsfinaler            | Kvartsfinaler |  |  | Semifinaler            | Semifinaler            | Semifinaler            |   |                     | Final                 | Final                 | Final      |
|  |                          |                          |               |  |  |                        |                        |                        |   |                     |                       |                       |            |
|  | Sammie Henson (USA)      | Sammie Henson (USA)      | 8             |  |  |                        |                        |                        |   |                     |                       |                       |            |
|  | Oleksandr Zakharuk (UKR) | Oleksandr Zakharuk (UKR) | 4             |  |  | Sammie Henson (USA)    | Sammie Henson (USA)    | 3                      |   |                     |                       |                       |            |
|  | Maulen Mamyrov (KAZ)     | Maulen Mamyrov (KAZ)     | 2             |  |  | Herman Kantoyeu (BLR)  | Herman Kantoyeu (BLR)  | 0                      |   |                     |                       |                       |            |
|  | Herman Kantoyeu (BLR)    | Herman Kantoyeu (BLR)    | 4             |  |  |                        |                        |                        |   | Sammie Henson (USA) | Sammie Henson (USA)   | 3                     |            |
|  |                          |                          |               |  |  |                        | Namiq Abdullayev (AZE) | Namiq Abdullayev (AZE) | 4 |                     |                       |                       |            |
|  |                          |                          |               |  |  | Namiq Abdullayev (AZE) | Namiq Abdullayev (AZE) | 5                      |   |                     |                       |                       |            |
|  |                          |                          |               |  |  | Amiran Kardanof (GRE)  | Amiran Kardanof (GRE)  | 3                      |   |                     | Bronsmatch            | Bronsmatch            | Bronsmatch |
|  |                          |                          |               |  |  |                        |                        |                        |   |                     |                       |                       |            |
|  |                          |                          |               |  |  |                        |                        |                        |   |                     | Herman Kantoyeu (BLR) | Herman Kantoyeu (BLR) | 4          |
|  |                          |                          |               |  |  |                        |                        |                        |   |                     | Amiran Kardanof (GRE) | Amiran Kardanof (GRE) | 5          |

|  | 5:e plats |                          |   |  |
|  |           |                          |   |  |
|  | 1         | Oleksandr Zakharuk (UKR) | 8 |  |
|  | 1         | Oleksandr Zakharuk (UKR) | 8 |  |
|  | 2         | Maulen Mamyrov (KAZ)     | 1 |  |